# Метревели, Владислав Маратович
Владисла́в (Влад) Мара́тович Метреве́ли (р. 1 сентября 1963) — российский модельный скаут, один из основоположников российского модельного бизнеса. Автор ряда книг и публикаций о модельном бизнесе. Нашёл и/или вывел в топ-модели Наташу Поли, Елену Солдатову, Татьяну Бражник, Инну Зобову, Ксению Максимову, Дарью Мохнаткину. Женат на российской модели и актрисе, победительнице конкурса Мисс Россия 1995 Эльмире Туюшевой (Метревели).

## Биография
Владислав Метревели родился 1 сентября 1963 года.
В 1980—1985 годах учился на географическом факультете Московского государственного университета имени М. В. Ломоносова по кафедре общей физической географии и палеогеографии. О заведующем кафедры Андрее Петровиче Капице на дне посвящения своей группы в географы в конце 1981 года вспоминал после смерти Капицы в 2011 году:
На столе нехитрая закуска, несколько бутылок водки (да, да, антиалкогольная кампания в разгаре, а мы, не стесняясь, не разливая коньяк по чайникам, выставляем бутылки на сдвинутые парты). И вот момент первого тоста. Мне доверяют открыть бутылку, потянув за хвостик пробки из фольги. Я дрожащими от волнения руками прижимаю к себе бутылку, силясь не оплошать. И где-то за кадром голос Андрея Петровича: «Давайте, давайте, молодой человек, смелее! Пока не научитесь открывать водку, не быть вам географом!»
О себе и своём бизнесе сказал:
Занимаясь этим бизнесом 18 лет, я прошёл разные стадии. Я был добрым менеджером, я был злым менеджером. Сейчас я уставший менеджер. У меня есть маркетинговое образование, и я пытался применять маркетинг в модельном бизнесе. <…> Для клиента есть только два критерия: цена и доступность девочек. Клиент выбирает подешевле, и уровень модели очень часто ему не важен. Я всегда был сосредоточен на девочках, которые потенциально могут стать звёздами. Но Москва — это трамплин в Азию, в Европу, в Америку, где зарабатываются настоящие деньги. Модель — это человек мира, она путешествует, она общается на разных языках, она не привязана ни к какому городу. К сожалению, в России модель много заработать не может — у нас очень много красивых девочек. На замесе татарской, польской, украинской, калмыцкой крови получаются очень необычные лица, и они востребованы на Западе. Но на Западе не востребован наш характер, упрямство, лень. Сядь и выучи английский язык — не может, не хочет! Русские девушки не так хороши в работе, как они хороши внешне. В итоге на Западе нашим девочкам мешает русская ментальность, в России — экономические причины. Ради чего я все это делаю: чтобы какая-то девочка, которая хочет и может работать, вырвалась из нищеты, беспросветности и убожества. Есть те, кто учится в университете, у кого хорошие родители, но очень много таких, как в фильме «Глянец».
Президент Международного альянса модельных агентств (М.А.М.А.).
Нашёл и/или вывел в топ-модели Наташу Поли, Елену Солдатову, Татьяну Бражник, Инну Зобову, Ксению Максимову, Дарью Мохнаткину.
Учредитель детского конкурса красоты и талантов «Маленькая красавица России».
В 1991 году вместе с друзьями организовал неподалеку от поселка Оленевка в Крыму международные соревнования под названием Fanty Cup (коммерческий турнир по виндсерфингу в дальнейшем известном как Kazantip).
C 2014 года — исполнительный директор Национальной ассоциации организаторов мероприятий (НАОМ).

### Семья
- Первая жена.
  - Сын (р. 1990).
- Вторая жена — Эльмира Альбертовна Метревели (урождённая Туюшева; р. 1977), российская модель, актриса. Победительница конкурса Мисс Россия 1995.
  - Сын — Ян Владиславович Метревели (р. 2011)[11][12].

### Публикации Влада Метревели

#### Книги
- Метревели Владислав. Путеводитель по подиуму. — М.: Эксмо, 2002. — 96 с.
- Метревели Владислав. Альбом для марок Славы Метревели: Стихи, рассказы, тексты песен. — М., 2003.
- Метревели Владислав . МоделBiblos (Модельный бизнес по-русски). - М.: РИПОЛ Классик, 2016

#### Интервью
- Золкина Анна. Влад Метревели: «Модель должна быть несгибаемой и покладистой одновременно» // Класс. — 2 октября 2012 года.
- Васильева Яна. «Мало кто из них мне скажет „здравствуй“ при встрече» // Конкурент. — 6 декабря 2012 года.
- Новикова Елена. Если модель хоть раз снялась в рекламе кошачьего корма, её карьера испорчена! — продюсер Влад Метревели о красоте внешней и внутренней // ЦДИ. — 19 марта 2013 года.
- Мишина Ирина. Как ищут новые лица для обложек // Московский комсомолец — Владимир. — 1 ноября 2013 года.

### О Владе Метревели
- Жиров Александр. В Омск приедет скаут, который открыл топ-модель Наташу Поли // Омскпресс. — 26 сентября 2012 года.
- Лосич Юлия, Рейт Юлия. Влад Метревели оценил омских моделей // Омскпресс. — 3 октября 2012 года.
- Чичигина Алёна. Как законодатели мировой моды искали в Иркутске «девушку с обложки» // Комсомольская правда. — 3 декабря 2012 года.

## Комментарии
1. ↑  Аберрация памяти мемуариста: очередная советская антиалкогольная кампания началась в 1985 году с приходом к власти Михаила Горбачёва; предыдущая была в 1972 году.